# تپه تفک
تپه تفک مربوط به هزاره اول تا دوران‌های تاریخی پس از اسلام است و در شهرستان بوئین‌زهرا، روستای تفک واقع شده و این اثر در تاریخ ۱۰ مهر ۱۳۸۰ با شمارهٔ ثبت ۴۱۰۱ به‌عنوان یکی از آثار ملی ایران به ثبت رسیده است.